# Рейдеборн, Адам
Адам Рейдеборн (швед. Adam Reideborn; род. 18 января 1992, Стокгольм) — шведский хоккеист, вратарь клуба «Берн». В составе ХК ЦСКА двукратный обладатель Кубка Гагарина (2022, 2023).

## Игровая карьера

### Клубная карьера
Начал карьеру на родине в клубе «Альмтуна», в составе которого играл два сезона. В последующие годы играл за «Юргорден» (2012—2014, 2016—2019) и МОДО (2014—2016). Во время выступления за «Юргорден» по итогам сезона 2018/19 получил Хонкен Трофи, как лучший вратарь по итогам сезона.
По окончании успешного сезона уехал в Россию и присоединился к клубу «Ак Барс», с которым подписал однолетний контракт. После двух сезонов в составе «казанцев» перешёл в ХК ЦСКА, с которым подписал двухлетний контракт. В составе «армейцев» Рейдеборн в 2022 и 2023 годах два раза подряд выиграл Кубок Гагарина.
По окончании сезона 2022/23 стал свободным агентом и перешёл в швейцарский «Берн», подписав с командой однолетний контракт.

### Международная карьера
В составе сборной Швеции играл на ЧМ-2021; по итогам турнира шведы не вышли из группы. 
В следующем году был в заявке сборной на ОИ-2022, но там не сыграл ни минуты; на Играх шведы заняли четвёртое место, уступив в матче за бронзу сборной Словакии со счётом 4:0.

## Семья
Его младшая сестра София (род. 1999), также хоккейный вратарь, игрок клуба ХК СДЕ.